# ریوتا آریمیتسو
ریوتا آریمیتسو (انگلیسی: Ryota Arimitsu؛ زادهٔ ۲۱ آوریل ۱۹۸۱) بازیکن فوتبال اهل ژاپن است.
از باشگاه‌هایی که در آن بازی کرده‌است می‌توان به باشگاه فوتبال آویسپا فوکوئوکا اشاره کرد.